# Scaphyglottis
Scaphyglottis är ett släkte av orkidéer. Scaphyglottis ingår i familjen orkidéer.

## Bildgalleri

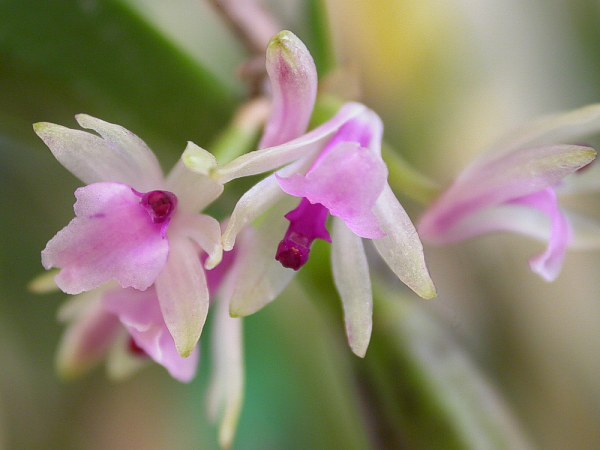
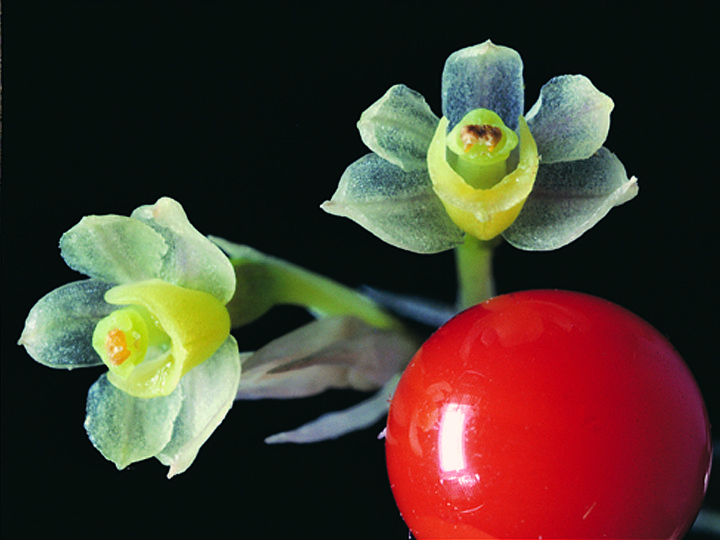
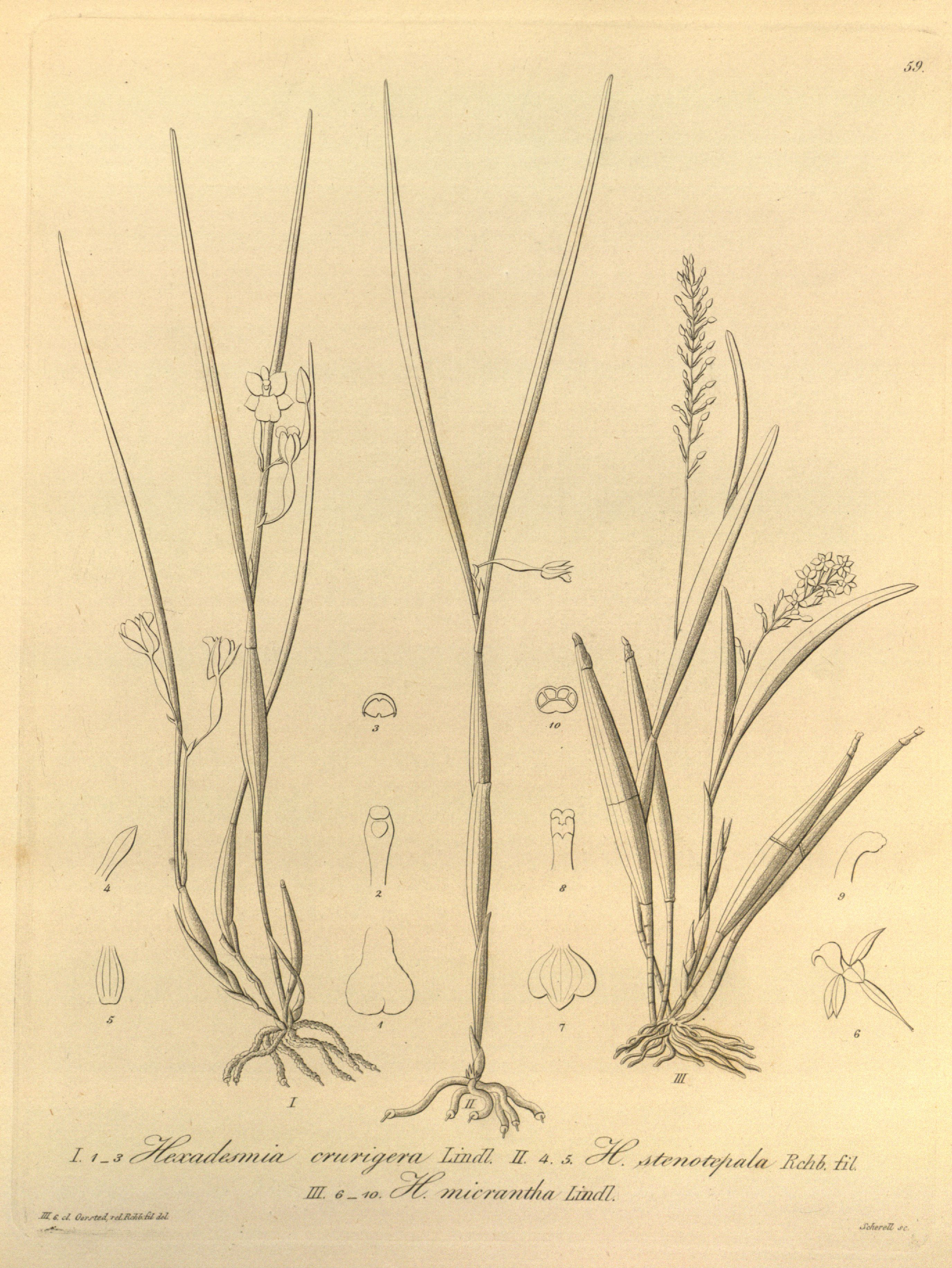
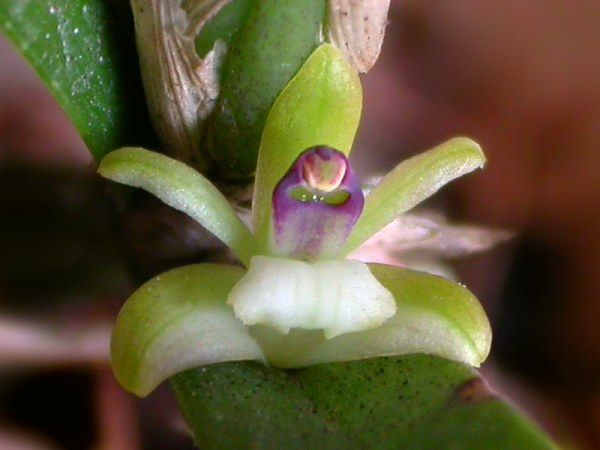
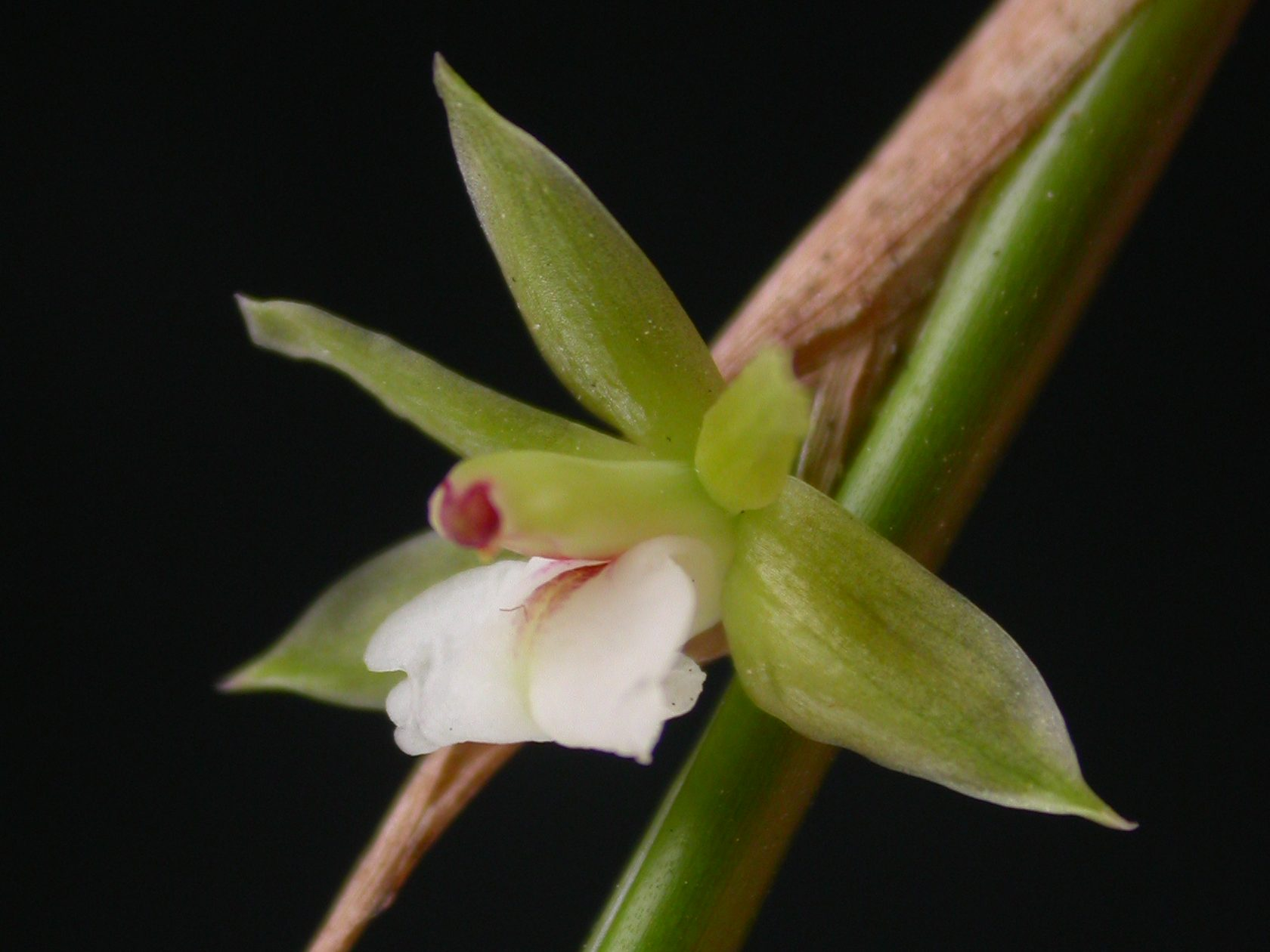
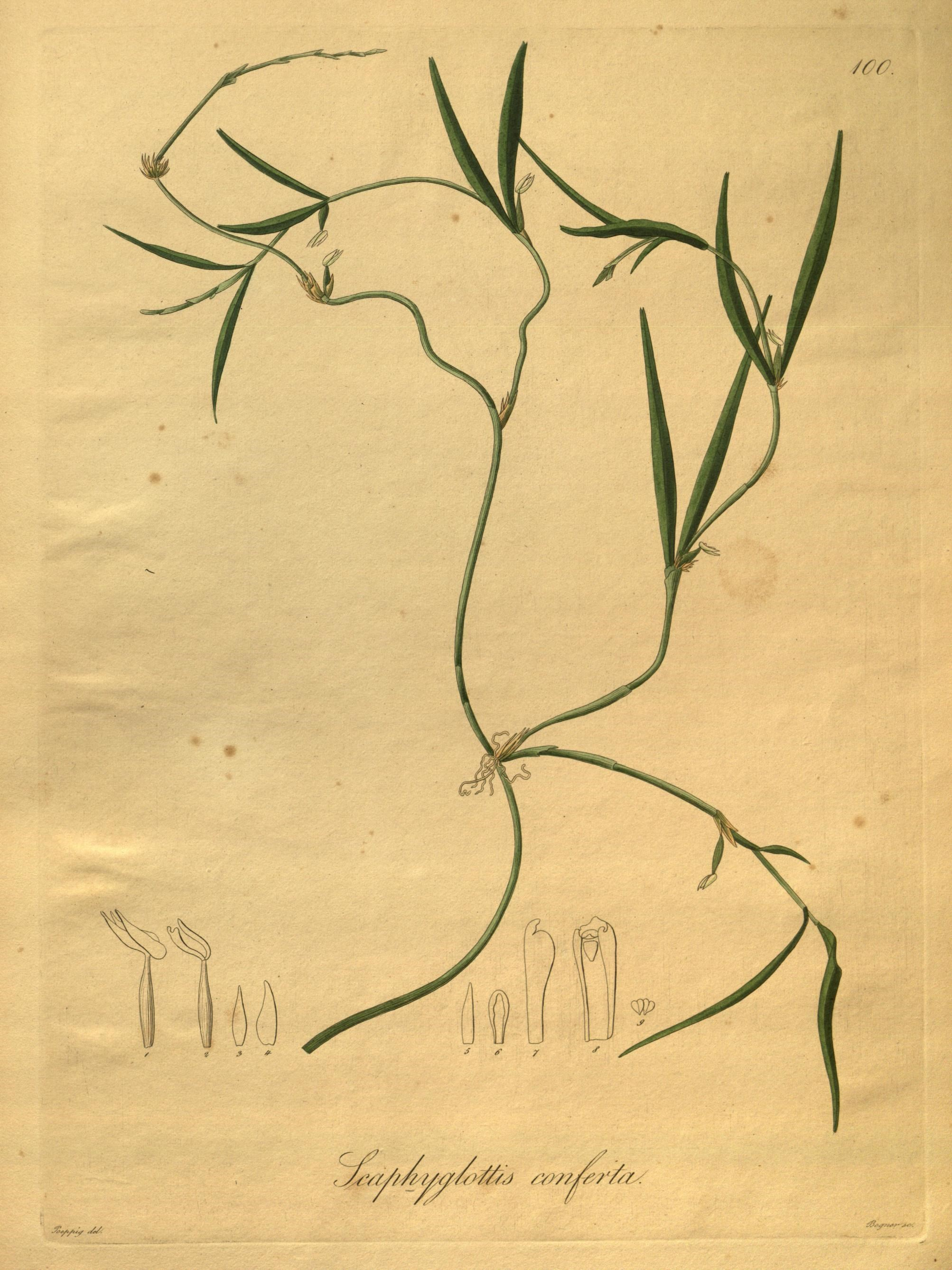

## Dottertaxa tillScaphyglottis, i alfabetisk ordning[1]
- Scaphyglottis acostaei
- Scaphyglottis amparoana
- Scaphyglottis arctata
- Scaphyglottis atwoodii
- Scaphyglottis aurea
- Scaphyglottis behrii
- Scaphyglottis bicallosa
- Scaphyglottis bicornis
- Scaphyglottis bidentata
- Scaphyglottis bifida
- Scaphyglottis bilineata
- Scaphyglottis boliviensis
- Scaphyglottis brasiliensis
- Scaphyglottis caricalensis
- Scaphyglottis cernua
- Scaphyglottis chlorantha
- Scaphyglottis clavata
- Scaphyglottis condorana
- Scaphyglottis conferta
- Scaphyglottis confusa
- Scaphyglottis corallorrhiza
- Scaphyglottis coriacea
- Scaphyglottis crurigera
- Scaphyglottis cuniculata
- Scaphyglottis densa
- Scaphyglottis dunstervillei
- Scaphyglottis emarginata
- Scaphyglottis fasciculata
- Scaphyglottis felskyi
- Scaphyglottis fusiformis
- Scaphyglottis geminata
- Scaphyglottis gentryi
- Scaphyglottis gigantea
- Scaphyglottis grandiflora
- Scaphyglottis hirtzii
- Scaphyglottis hondurensis
- Scaphyglottis imbricata
- Scaphyglottis jimenezii
- Scaphyglottis laevilabium
- Scaphyglottis leucantha
- Scaphyglottis limonensis
- Scaphyglottis lindeniana
- Scaphyglottis livida
- Scaphyglottis longicaulis
- Scaphyglottis mesocopis
- Scaphyglottis michelangeliorum
- Scaphyglottis micrantha
- Scaphyglottis minutiflora
- Scaphyglottis modesta
- Scaphyglottis monspirrae
- Scaphyglottis pachybulbon
- Scaphyglottis panamensis
- Scaphyglottis prolifera
- Scaphyglottis propinqua
- Scaphyglottis pulchella
- Scaphyglottis punctulata
- Scaphyglottis reflexa
- Scaphyglottis robusta
- Scaphyglottis sessiliflora
- Scaphyglottis sickii
- Scaphyglottis sigmoidea
- Scaphyglottis spathulata
- Scaphyglottis stellata
- Scaphyglottis sublibera
- Scaphyglottis subulata
- Scaphyglottis summersii
- Scaphyglottis tenella
- Scaphyglottis tenuis
- Scaphyglottis triloba